# Petar Martinov iz Milana
Petar Martinov iz Milana (Pietro di Martino da Milano; Milano, ? – Napulj, 1473.) bio je talijanski kipar i graditelj.

## Životopis
Od 1431. godine djelovao je u Dubrovniku, kada je izrađivao arhitektonsku dekoracije za crkve sv. Vlaha, sv. Franje i katedralu. Također radio je i za neke palače i stambene kuće koje su stradale u potresu. On i Onofrio di Giordano de la Cava su radili na Kneževu dvoru. Između ostaloga, napravio je kip sv. Vlaha nad glavnim portalom Dvora.
Godine 1453. odlazi na poziv kralja Alfonsa Aragonskoga u Napulj gdje je radio na slavoluku dvorca Castel Nuovo. Od 1461. godine je na dvoru Anžuvinaca u južnoj Francuskoj rezao istančane medalje za kraljevsku obitelj.